# Далит
Далит е разговорното наименование на най-ниската каста в хиндуиското общество, които съгласно религиозно-догматичното разделение на обществото в хиндуизма се считат при разделението между „чисти“ и „нечисти“ в индийската кастова система за безкастови или неприкасаеми (недокосваеми). По неофициални данни те представляват около 17%  от населението на Индия или 200 милиона..

## История
Съгласно една от версиите, групата на кастата на непрекосновенните възниква в дълбока древност от местните племена, които не са включени в обществото на завоювалите Индия арийци. Те се занимават основно с мръсни дейности като събиране на боклук, почистване на улици и дворове, работа с кожа и глина, свиневъдство и други. Членовете на тази каста живеят в отделни квартали и селища, нямат своя земя и обикновено са наемни работници. Далитите водят борба за равноправие. Съгласно кастовата система те трябва да пият в свои чаши и затова влизат в заведенията и чупят чашите, предназначени за нисшата класа. Влизат в храмовете, като нарушават забраните за тях.